# Élections législatives de 2020 dans l'État de Washington
Les élections législatives de 2020 dans l'État de Washington ont lieu le 3 novembre 2020 afin d'élire les 98 membres de la Chambre des représentants de l'État américain de Washington.

## Système électoral
La Chambre des représentants de l'État de Washington est la chambre basse de son parlement bicaméral. Elle est composée de 98 sièges pourvus pour deux ans au scrutin binominal majoritaire à un tour dans 49 circonscriptions de deux sièges chacune. Les électeurs de chaque circonscription disposent de deux voix qu'ils répartissent aux candidats de leur choix, à raison d'une voix par candidat. Après décompte des suffrages, les deux candidats ayant reçu le plus de voix sont élus.

## Résultats
| Partis                   | Partis                | Voix | %   | +/- | Sièges | +/-           |
| ------------------------ | --------------------- | ---- | --- | --- | ------ | ------------- |
|                          | Parti républicain (R) |      |     |     |        |               |
|                          | Parti démocrate (D)   |      |     |     |        |               |
|                          | Autres partis         |      |     |     |        |               |
|                          | Indépendants          |      |     |     |        |               |
|                          |                       |      |     |     |        |               |
| Votes valides            |                       |      |     |     |        |               |
| Votes blancs et nuls     |                       |      |     |     |        |               |
| Total                    | Total                 |      | 100 | -   | 98     | en stagnation |
| Abstentions              |                       |      |     |     |        |               |
| Inscrits / participation |                       |      |     |     |        |               |